# Episodi di Austin & Ally (terza stagione)
La terza stagione della serie televisiva Austin & Ally è trasmessa negli Stati Uniti d'America dal 27 ottobre 2013 su Disney Channel. Il 6 gennaio 2014 i produttori di Austin e Ally hanno annunciato che gli episodi della terza stagione erano in tutto 22. 
In Italia la stagione è trasmessa dal 12 settembre 2014 al 10 luglio 2015.
| nº | Titolo originale                  | Titolo italiano                            | Prima TV USA      | Prima TV Italia   |
| -- | --------------------------------- | ------------------------------------------ | ----------------- | ----------------- |
| 1  | Road Trips & Reunions             | Viaggi e punti d'incontro                  | 27 ottobre 2013   | 12 settembre 2014 |
| 2  | What Ifs & Where's Austin         | Popolarità e veri amici                    | 3 novembre 2013   | 19 settembre 2014 |
| 3  | Presidents & Problems             | Presidente e problemi                      | 10 novembre 2013  | 26 settembre 2014 |
| 4  | Beach Clubs & BFFs                | Beach club e il tesoro dei pirati          | 24 novembre 2013  | 10 ottobre 2014   |
| 5  | Mix Ups & Mistletoes              | Sviste e vischio                           | 1º dicembre 2013  | 12 dicembre 2014  |
| 6  | Glee Clubs & Glory                | Glee club e gloria                         | 19 gennaio 2014   | 17 ottobre 2014   |
| 7  | Austin & Roxy                     | Austin e Roxy                              | 26 gennaio 2014   | 24 ottobre 2014   |
| 8  | Princesses & Prizes               | Principesse e premi                        | 9 febbraio 2014   | 10 aprile 2015    |
| 9  | Cupids & Cuties                   | Cupidi e carinerie                         | 9 marzo 2014      | 17 aprile 2015    |
| 10 | Critics & Confidence              | Critici e fiducia                          | 16 marzo 2014     | 24 aprile 2015    |
| 11 | Directors & Divas                 | Registi e dive                             | 13 aprile 2014    | 1º maggio 2015    |
| 12 | Hunks & Homecoming                | Rubacuori e homecoming                     | 22 giugno 2014    | 8 maggio 2015     |
| 13 | Fashion Shows & First Impressions | Sfilate di moda e prime impressioni        | 29 giugno 2014    | 15 maggio 2015    |
| 14 | Fanatics & Favors                 | Fanatici e favori                          | 13 luglio 2014    | 5 giugno 2015     |
| 15 | Eggs & Extraterrestrials          | Uova e extraterrestri                      | 27 luglio 2014    | 12 giugno 2015    |
| 16 | Proms & Promises                  | Ballo e promesse                           | 10 agosto 2014    | 22 maggio 2015    |
| 17 | Last Dances & Last Chances        | Ultimi balli e ultime occasioni            | 24 agosto 2014    | 29 maggio 2015    |
| 18 | Videos & Villains                 | Video e cattivi                            | 21 settembre 2014 | 3 luglio 2015     |
| 19 | Beauties & Bullies                | Amici veri e cyber-nemici                  | 28 settembre 2014 | 3 luglio 2015     |
| 20 | Horror Stories & Halloween Scares | Racconti del terrore e incubi di Halloween | 5 ottobre 2014    | 31 ottobre 2014   |
| 21 | Records & Wrecking Balls          | Salvare il Sonic Boom                      | 12 ottobre 2014   | 10 luglio 2015    |
| 22 | Relationships & Red Carpets       | Relazioni e tappeti rossi                  | 23 novembre 2014  | 10 luglio 2015    |

## Viaggi e punti d'incontro
- Titolo originale: Road Trips & Reunions
- Diretto da: Shelley Jensen
- Scritto da: Kevin Kopelow e Heath Seifert

### Trama
Austin è in tour insieme a Dez e Trish mentre Ally è rimasta a Miami per incidere il suo nuovo album. Entrambi però avvertono molto la mancanza dell'altro, tanto che li porta ad avere allucinazioni e visioni. Inoltre Ally ha difficoltà a finire di scrivere le canzoni del suo album, così decide di partire e d'incontrare gli amici. Ma tra il dire e il fare c'è di mezzo il mare.
- Guest star: Andy Milder (Lester Dawson), Molly Jackson (Lulu), Mikey McKernan (Hippie)
- Canzoni presenti: Chasin' the Beat of my Heart (Ross Lynch), You Don't See Me (Laura Marano) (Cover di Dez), The Me That You Don't See (Laura Marano) acustica, Living In The Moment (Ross Lynch) strumentale.

## Popolarità e veri amici
- Titolo originale: What Ifs & Where's Austin
- Diretto da: Shelley Jensen
- Scritto da: Rick Nyholm

### Trama
Dopo un disastroso tentativo da parte di Dez di preparare la colazione Austin esce a comprare i burritos per lui e i suoi amici, durante il ritorno però ritarderà un po'. I suoi amici, dopo aver ricevuto la chiamata di Austin dove li avvisa del ritardo, cominciano a pensare alle loro vite se, il giorno in cui incontrarono Austin, fosse andato diversamente. Assisteremo a una Ally come scienziata con la paura di esibirsi, un Dez senza amici e una Trish come una cantante un po' troppo piena di sé.
- Guest star: Richard Whiten (Jimmy Star)
- Canzoni presenti: Double Take (Ross Lynch), Finally Me (Laura Marano), You Wish You Were Me (Raini Rodriguez) (parodia di Finally Me).

## Presidente e problemi
- Titolo originale: Presidents & Problems
- Diretto da: Shelley Jensen
- Scritto da: Meg DeLoatch

### Trama
Ally e i suoi amici visitano lo Smithsonian Museum. Austin, che è stato nominato "ragazzo modello", decide di provare le scarpette argentate originali del film Il mago di Oz e non riesce più a toglierle. È molto imbarazzante perché Trish ha organizzato un concerto a cui interverrà nientemeno che il Presidente degli Stati Uniti.
- Guest star: Tom Fonss (Anders), Reggie Brown (Barack Obama)
- Canzoni presenti: Don't Look Down (Ross Lynch versione in solo)

## Beach club e il tesoro dei pirati
- Titolo originale: Beach Clubs & BFFs
- Diretto da: Sean Lambert
- Scritto da: Samantha Silver e Joey Manderino

### Trama
Ally comincia a frequentare Kira, scatenando le gelosie di Trish che si sente messa da parte. Dopo un brutto litigio, Ally organizza una festa per lei per farsi perdonare dalla sua migliore amica. Dez e Austin sono convinti che sotto la spiaggia del nuovo beach club sia sepolto il tesoro di un pirata.
- Guest star: Kiersey Clemons (Kira Starr), Andy Milder (Lester Dawson), Alexa Russo (Hazel).
- Canzoni presenti: Redial (Laura Marano)

## Sviste e vischio
- Titolo originale: Mix-Ups & Mistletoes
- Diretto da: Adam Weissman
- Scritto da: Rick Nyholm

### Trama
Austin organizza una festa di Natale per i bambini meno fortunati, regalando a ciascuno la nuova bambola Austin Moon. Ma per un errore di fabbricazione le bambole sono difettose. Ally, Trish e Dez si ingegnano per salvare la situazione.
- Guest star: John Paul Green (Chuck), Alexa Russo (Hazel), Alysah Pizarro (Bambino di natale), Nic Noviki (Larry), Zoe Pessin (Hannah)
- Canzoni presenti: I Love Christmas (Ross Lynch e Laura Marano)

## Glee club e gloria
- Titolo originale:Glee Clubs & Glory
- Diretto da: Shelley Jensen
- Scritto da: Meg DeLoatch

### Trama
Ally è il leader del gruppo del coro (glee club) e deve sostituire un tenore infortunato. Nonostante Dez si proponga come sostituto la scelta non può che cadere su Austin. Questo però provocherà delle frizioni tra lui, che vuole innovare l'esibizione per il concorso regionale, e Ally più tradizionalista.
- Guest star: Tahlena Chikami (B.B), Bruno Amato (Coach Simmons), Ashley Argota (Elle), Román Zaragoza (Miles), Kahyun Kim (Sunhee), Mollee Gray (Membro del club)
- Canzoni presenti: Timeless, Heart Beat, Austin & Ally Glee Club Mash Up formata da varie canzoni a cappella: Finally Me, Can't Do It Without You, Can You Feel It, A Billion Hits, Illusion, Steal Your Heart, Don't Look Down, I Got That Rock N' Roll, Not a Love Song, Heard It on the Radio, Na Na Na.

## Ally e Roxy
- Titolo originale: Austin & Alias
- Diretto da: Jonathan A. Rosenbaum
- Scritto da: Steve Freeman e Aaron Ho

### Trama
Ally viene obbligata dalla sua casa discografica a non comporre più canzoni per Austin poiché l'amico è legato a un'etichetta concorrente. Austin, disperato, non trova un valido sostituto, ma poi compare Roxy Rocket.
- Guest star: Joe Rowley (Ronnie Ramone), Russ Marchand (Jett Deely).
- Canzoni presenti: Who U R (Ross Lynch)

## Principesse e premi
- Titolo originale: Princesses & Prizes
- Diretto da: Eric Dean Seaton
- Scritto da: Rick Nyholm

### Trama
Austin e Dez rovinano lo stand della raccolta fondi per i lamantini realizzato da Ally. Per ripagarla i ragazzi decidono di mettere all'asta un appuntamento con Austin. L'iniziativa ha un grande successo, perché Chelsea, una bellissima ragazza, fa una grossa donazione per poter avere un appuntamento con Austin, ma Ally si accorge di essere inguaribilmente gelosa.
- Guest star: Sofia Carson (Chelsea), Melany Ochoa (Heidi), Carrie Wampler (Brooke).
- Canzoni presenti: Upside Down (Ross Lynch)

## Cupidi e carinerie
- Titolo originale: Cupids & Cuties
- Diretto da: Eric Dean Seaton
- Scritto da: Heath Seifert e Kevin Kopelow

### Trama
Sotto le mentite spoglie del dottor Cupido, Dez da dei consigli molto azzeccati su questioni di cuore a Trish per la sua relazione con Jace. Lei è così contenta che organizza un'intervista per farlo conoscere al pubblico. Durante l'intervista però si scopre che Dez non ha mai avuto una ragazza, perciò non ha alcuna competenza in questo campo. Gli darà il consiglio giusto sugli affari di cuore proprio il dottor Cupido.
- Guest star: Hannah Kat Jones (Carrie), Michael-Leon Wooley (DJ Sonny Smooth), Cameron Deane Stewart (Jace)

## Critici e fiducia
- Titolo originale: Critics & Confidence
- Diretto da: Shannon Flynn
- Scritto da: Aaron Ho e Steve Freeman

### Trama
Quando Austin riceve la sua prima recensione negativa da parte di un critico musicale cade in depressione e perde fiducia in qualsiasi cosa. I suoi amici si adoperano tutti insieme per uscirne convincendolo ad esibirsi di nuovo e sperando che il critico scriverà qualcosa di positivo sulla sua ultima performance.
- Guest star: Justin Dray (Kenneth Kreen), Gabrielle Elyse (Tiffany)
- Canzoni presenti: Better Than This (Ross Lynch), Stuck On You (Ross Lynch), Chasin' the Beat of My Heart (Ross Lynch).

## Registi e dive
- Titolo originale: Directors & Divas
- Diretto da: Laura James
- Scritto da: Samantha Silver e Joey Manderino

### Trama
Trish ottiene che Austin sia il protagonista nel nuovo film di Spike Stevens. Ally comporrà la colonna sonora e Dez potrà fare l'assistente al suo regista prediletto. All'inizio Dez crede che sia stato scelto da Spike perché ha visto i suoi lavori, ma la realtà è diversa. Sul set inoltre i nostri amici dovranno sopportare i capricci di Brandy, la protagonista femminile. Dez dovrà dimostrare il suo talento.
- Guest star: Brendan Hunt (Spike Stevens), Grace Phipps (Brandy Braxton)
- Canzoni presenti: Heart of the Mermaid (Ross Lynch & Grace Phipps)

## Rubacuori e homecoming
- Titolo originale: Ally's New Crush (Hunks & Homecoming)
- Diretto da: Adam Weissman
- Scritto da: Aaron Ho e Steve Freeman

### Trama
Austin scopre con costernazione che Ally ha deciso di uscire con Gavin, star di musica country, con il quale Ally ha iniziato a comporre canzoni spinta da Trish. Quest'ultima spera che Gavin la nomini sua manager, ma è dispiaciuta per la delusione di Austin. Nel frattempo Dez è molto impegnato per la parata che si terrà in occasione dell'homecoming. Deve costruire il carro delle cheerleader, ma entra in competizione con Chuck con il quale sarà poi costretto a trovare un compromesso.
- Guest star: John Paul Green (Chuck), Cameron Jebo (Gavin Young), Cassidy Anne Shaffer (Kimmy)
- Canzoni presenti: Me And You (Laura Marano), Better Together (Ross Lynch)

## Sfilate di moda e prime impressioni
- Titolo originale: Austin's New Crush (Fashion Shows & First Impressions)
- Diretto da: Craig Wyrick-Solari
- Scritto da: Samantha Silver e Joey Manderino

### Trama
Austin incontra Piper e ne resta affascinato. Sapendo che è vegana, vuole dimostrarle che non è un ragazzo superficiale e che come lei, ha a cuore ecologia, ambiente e animali. Ally sta per fare il suo debutto come modella nella sfilata dello stilista Armand Bianchi, dove indosserà un pregiato cappotto fatto di piume di un uccello in via di estinzione. Austin decide di sabotare la sfilata per fare colpo su Piper, ma non sa che in passerella ci sarà anche Ally.
- Guest star: Hayley Erin (Piper), Hannah Kat Jones (Carrie), Cameron Jebo (Gavin Young), Harry Van Gorkum (Armand Bianchi)

## Fanatici e favori
- Titolo originale: Fanatics & Favors
- Diretto da: Sean K. Lambert
- Scritto da: Samantha Silver e Joey Manderino

### Trama
Dwayne, un cugino acquisito di Dez e campione di pallacanestro, nutre un'ossessione sospetta e inquietante per Austin. In realtà una delle sue aspirazioni è diventare una rock star e cantare insieme a Austin. L'imbarazzo dei nostri eroi aumenta quando ascoltano la canzone che ha composto e che vorrebbe cantare insieme a lui in streaming in collegamento con tutti i suoi fan nel mondo.
- Guest star: Cameron Deane Stewart (Jace), Dwyane Wade (se stesso), Will Harris (Bogues)
- Canzoni presenti: What We're About (Ross Lynch), Steal Your Heart (Ross Lynch) (Strumentale)

## Uova e extraterrestri
- Titolo originale: Eggs & Extraterrestrials
- Diretto da: Shelley Jensen
- Scritto da: Calum Worthy

### Trama
I nostri amici vanno alla convention dedicata agli "Zalieni". Incontrano due individui il cui travestimento da Zalieni è veramente ben riuscito. I due rivelano di essere alla ricerca di un uovo che contiene il principe Egg-bert, successore al trono. Fatto ancora più strano è che hanno parcheggiato una navicella spaziale che sembra funzionare davvero.
- Guest star: David Magidoff (Zip), Greg Worswick (Zilch), Peter Ngo (Fanboy)
- Canzoni presenti: Look Out (Ross Lynch & Laura Marano)

## Ballo e promesse
- Titolo originale: Proms & Promises
- Diretto da: Jean Sagal
- Scritto da: Kevin Kopelow e Heath Seifert

### Trama
Il ballo scolastico è fra poco e tutti cercano il modo più originale di invitare la propria ragazza. Austin invita Piper; Dez invita Carrie. Ally rifiuta l'invito di Gavin perché teme non sia il ragazzo giusto per lei. Trish non può andare con Jace, perché si è rotto una gamba, e invita Chuck solo per vincere la gara di ballo di coppia. Ma al ballo, Jace si presenta per fare una sorpresa a Trish. Ally va al ballo da sola e Austin si rende conto che avrebbe voluto far coppia con lei. Ma Carrie lo scopre e deve decidere se dirlo o no a sua sorella Piper.
- Guest star: Cameron Deane Stewart (Jace), John Paul Green (Chuck), Hayley Erin (Piper), Cameron Jebo (Gavin Young), Hannah Jones Kat (Carrie)

## Ultimi balli e ultime occasioni
- Titolo originale: Last Dances & Last Chances
- Diretto da: Jon Rosenbaum
- Scritto da: Kevin Kopelow e Heath Seifert

### Trama
Carrie minaccia di dire a Piper che Austin in realtà vorrebbe essere al ballo con Ally. Nel frattempo, infatti, Piper comincia ad insospettirsi riguardo alla natura della relazione tra Austin e Ally.
- Guest star: Hannah Jones Kat (Carrie), Hayley Erin (Piper), Cameron Jebo (Gavin Young), Cameron Deane Stewart (Jace), John Paul Green (Chuck), Kahyun Kim (Sunhee), Cassidy Anne Shaffer (Kimmy)
- Nota. Questa è la continuazione dell'episodio precedente.

## Video e cattivi
- Titolo originale: Videos & Villains
- Diretto da: Graig Wyrick-Solari
- Scritto da: Amelia Sims

### Trama
Quando Austin sparisce prima della sua esibizione per il "Video Countdown Live", i nostri amici scoprono che è stata Brooke a rapirlo e che lo terrà in ostaggio finché lui non scriverà una canzone per lei.
- Guest star: Carrie Wampler (Brooke), Russ Marchand (Jett Deely)
- Canzoni presenti: Upside Down (Ross Lynch), You Can Come to Me (Ross Lynch & Laura Marano), Can You Feel It (Ross Lynch), Timeless (Ross Lynch), Don't Look Down (Ross Lynch & Laura Marano), Better Together (Ross Lynch), Double Take (Ross Lynch), Illusion (Ross Lynch), I Got That Rockn Roll (Ross Lynch), Living in the Moment (Ross Lynch), Heard It on the Radio (Ross Lynch)

## Amici veri e cyber-nemici
- Titolo originale: Beauties & Bullies
- Diretto da: Rich Correll
- Scritto da: Kevin Kopelow e Heath Seifert

### Trama
A scuola ci sono i preparativi per La Bella Addormentata e quando Trish otterrà il ruolo principale qualcuno metterà un commento negativo su di lei. Da qui in poi seguiranno tanti altri commenti che la porteranno a essere vittima di cyberbullismo. Si fa vedere forte dai suoi amici, cerca di risolvere la cosa da sola ma è proprio quando sta da sola che crolla nella sua fragilità. Toccherà a Austin, Ally e Dez farle capire che non è sola e mai lo sarà.
- Guest star: Hannah Kat Jones (Carrie), Cassidy Ann Shaffer (Kimmy), Christine Alicia Rodriguez (Margo), Román Zaragoza (Miles), Bruno Amato (Coach Simmons).
- Canzoni presenti: Superhero (Ross Lynch)

## Racconti del terrore e incubi di Halloween
- Titolo originale: Horror Stories & Halloween Scares
- Diretto da: Rich Correll
- Scritto da: Jay Dyer

### Trama
Rimasti chiusi dentro al negozio di musica proprio la notte di Halloween, i nostri amici decidono di fare a gara su chi racconta la storia più spaventosa. Ally sembra non avere chance. 
- Guest star: Megan B. Richie (Esmeralda), Matt Merchant (George)
- Canzoni presenti: Break Down the Walls (Ross Lynch e Calum Worthy)

## Salvare il Sonic Boom
- Titolo originale: Records & Wrecking Balls
- Diretto da: Ken Ceizler
- Scritto da: Rick Nyholm

### Trama
Lester sta per decidere di vendere il Sonic Boom a Ms. Krum, che però lo vuole trasformare in un negozio molto cupo e antiquato. I ragazzi dovranno trovare un modo per evitare che il negozio di strumenti venga demolito.
- Guest star: Pamela Dunlap (Ms. Krum), Hannah Kat Jones (Carrie), Andy Milder (Lester Dawson), Russ Marchand (Jett Deely).
- Canzoni presenti: Heart Beat (Ross Lynch - Nel flashback), Parachute (Laura Marano)

## Relazioni e tappeti rossi
- Titolo originale: Relationships & Red Carpets
- Diretto da: Shelley Jensen
- Scritto da: Rick Nyholm

### Trama
Austin è stato invitato ad un Red Carpet dove vuole confessare che sta con Ally, ma la sua etichetta lo costringe a non poter rivelare al mondo del fidanzamento e Jimmy gli dice di scegliere fra la sua carriera e Ally. Nel frattempo Dez sta decidendo di trasferirsi a Los Angeles per continuare a stare con Carrie e intraprendere gli studi in una scuola cinematografica. Al Red Carpet Austin ignora quello che gli ha detto Jimmy e rivela al mondo il suo fidanzamento con Ally, si dicono a vicenda di amarsi, poi lei viene sul palco e i due si baciano. L'episodio finisce con Ally che parte per il suo primo tour con Austin, Dez che sta per andare all'aeroporto, Trish che parte per una compagnia di manager tutta propria, ed Austin che è triste per aver perso la carriera, ma felice di aver fatto la scelta giusta.
- Guest star: Tyne Stecklein (Jasmine Fiera), Richard Whiten (Jimmy Starr), Hannah Kat Jones (Carrie), Jill Benjamin (Mimi Moon), John Henson (Mike Moon), Andy Milder (Lester Dawson), Chelsea Harris (Nikki Rush), Claudia DiFolco (Presentatrice)